# Lorestão
Lorestão ou Luristão (em persa: لرستان; romaniz.: Lorestān) é uma província do Irã sediada em Corramabade. Tem 28 294 quilômetros quadrados e segundo censo de 2019, havia 1 793 000 residentes. Se divide em 11 condados.
Lorestan está localizado perto da fronteira com o Iraque. Situado num vale pitoresco rodeado de montanhas, Lorestan fica a cerca de 100 quilómetros (cerca de 62 milhas) a leste da fronteira com o Iraque. 